# Джо Линн Тёрнер
Джо Линн Тёрнер (англ. Joe Lynn Turner; настоящее имя Джозеф Артур Марк Линквито, англ. Joseph Arthur Mark Linquito; род. 2 августа 1951, Хакенсак, Нью-Джерси) — американский певец, а также автор песен, известный по выступлениям в группах Fandango, Rainbow, Deep Purple, Yngwie Malmsteen’s Rising Force, HTP, Mother's Army. В детстве играл на аккордеоне, повзрослев, стал увлекаться ритм-энд-блюзом и стал гитаристом в подростковом возрасте.

## Карьера

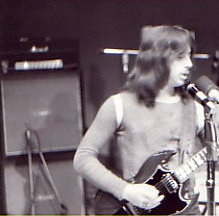
Тёрнер в 1972 году

В студенческие годы Джо Линн Тёрнер образовал группу Ezra, которая исполняла свои собственные песни, а также каверы Jimi Hendrix, Free и Deep Purple. В 1976 году Тёрнер добился своего по-настоящему первого успеха с Fandango, группой, которая играла смесь R&B, поп-музыки, кантри, джаза и мелодичного рока. Тёрнер пел и играл на гитаре во всех четырёх альбомах группы. Fandango гастролировала с разными артистами, в том числе The Allman Brothers, The Marshall Tucker Band, The Beach Boys и Billy Joel.
После распада Fandango, в 1980 году Тёрнеру позвонил бывший гитарист Deep Purple Ричи Блэкмор, игравший в своей группе Rainbow, в которой был лидером. На прослушивании Блэкмор был так восхищён, что сразу же включил Джо в состав Rainbow.
До того как Тёрнер присоединился к Rainbow, эта группа была популярна в Европе и Японии, однако не достигла такой же популярности в США. Благодаря вкладу Тёрнера в музыку группы, Rainbow наконец достигла популярности в США. В начале и середине 1980-х годов несколько песен из альбомов Rainbow с участием Тёрнера достигли Топ-20 в чартах различных радиостанций. «Stone Cold» стала первым хитом группы, попавшим в Топ-40; клипы Rainbow крутились по MTV. Тёрнер записал 3 студийных альбома в составе Rainbow: Difficult to Cure, Straight Between the Eyes и Bent Out of Shape. В 1984 году Rainbow была расформирована, а Блэкмор воссоединился с Deep Purple.
В 1985 году Тёрнер выпустил сольный альбом Rescue You, спродюсированный Роем Томасом Бэйкером, известным по работе с Queen и The Cars. Большинство песен в альбоме написал сам Тёрнер в соавторстве с клавишником Элом Гринвудом (из Foreigner). Первая песня «Endlessly» крутилась по радио и MTV. Далее последовало турне с Pat Benatar и роль в фильме Blue De Ville.
В 1988 году Джо Линн Тёрнер присоединился к группе Ингви Мальмстина Rising Force и записал с ней успешный альбом Odyssey (1988). Короткий тур в поддержку альбома включал и концерты в Ленинграде и Москве, концерт в Ленинграде был записан и издан как Trial By Fire (1989). В 1989 году Тёрнер ушёл из группы и был приглашён своим бывшим партнёром по Rainbow Ричи Блэкмором заменить Иэна Гиллана в Deep Purple.
Первые пробы Тёрнера в Deep Purple прошли хорошо, но других участников первоначального состава группы — Гловера, Пейса и Лорда — его кандидатура не устраивала. Однако другие кандидаты на место вокалиста подходили ещё меньше, и в конце концов Тёрнер был принят в Deep Purple. Заменив Гиллана, он, по собственному выражению, «реализовал мечту всей своей жизни».
С Deep Purple Тёрнер записал альбом Slaves And Masters. Запись была в основном окончена к августу 1990 года. В продажу альбом поступил 5 ноября 1990 года и вызвал противоречивые отклики. Блэкмор был очень доволен пластинкой, но музыкальная критика сочла, что она больше похожа на альбом Rainbow.
7 ноября 1991 года группа собралась в Орландо для работы над следующей пластинкой. Поначалу музыканты, воодушевленные теплым приёмом во время гастролей, были полны энтузиазма. Но вскоре в группе стало нарастать напряжение между Тёрнером и остальными участниками. По словам Гловера, Тёрнер пытался превратить Deep Purple в обыкновенную американскую хеви-метал-группу: «Джо приходил в студию и говорил: а может мы сделаем что-либо в стиле Mötley Crüe? Или критиковал то, что мы записывали, говоря: „ну-у-у, вы даёте! В Америке так уже давно не играют“, — как будто бы он не имел понятия, в каком стиле работают Deep Purple».
Запись нового альбома затягивалась. Аванс, выплаченный звукозаписывающей компанией, подошёл к концу, а запись альбома была доведена лишь до середины. Звукозаписывающая компания потребовала увольнения Тёрнера и возвращения в группу Гиллана, грозясь не выпустить альбом. Ричи Блэкмор, прежде относившийся к Тёрнеру уважительно, понимал, что тот не может петь в Deep Purple. Блэкмор первым предложил уволить Тёрнера. Позже он так прокомментировал своё решение: «Джо всегда был мне другом. Он хороший певец, но нам нужен Иэн. Он — человек совсем другого типа, — „Мистер Рок-н-ролл“. Когда Джо появлялся на сцене, я сразу ловил себя на мысли, что Deep Purple превращается в Foreigner. Зачем? Он стал копировать Дэвида Ли Рота и полностью потерялся как индивидуальность. Я попытался его переубедить, но это дохлый номер».
15 августа 1992 года Тёрнеру позвонил менеджер группы Брюс Пэйн и сказал, что он уволен из группы.
После ухода из Deep Purple Джо Линн Тёрнер плодотворно работал над собственными проектами, такими как Hughes Turner Project с Гленном Хьюзом и группой Brazen Abbot болгарского гитариста Николы Коцева. Участвовал в рок-опере Николы Коцева «Nikolo Kotzev's Nostradamus». Кроме того Тёрнер выпустил 3 альбома с группой Mother’s Army. Он принял участие в студийном проекте Sunstorm и работал с японским гитаристом Akira Kajiyama над альбомом Fire Without Flame. Тёрнер был приглашённым певцом в the Voices Of Classic Rock Shows вместе со своим коллегой Гленном Хьюзом. В 2005 году Джо Линн Тёрнер участвовал в качестве приглашённого музыканта в альбоме Blackmore's Night The Village Lanterne, исполнив бонус-трек Street Of Dreams, который изначально был записан им и Блэкмором ещё во времена их совместного выступления в Rainbow. В 2016 году, когда группа Deep Purple была введена в Зал славы рок-н-ролла, Джо Линн Тёрнер не был включён в список номинантов.
В 2022 году Джо Линн Тёрнер выпустил альбом Belly of The Beast. На промофото к альбому он предстал лысым. Представляя альбом, певец поведал миру, что с трёхлетнего возраста страдает алопецией, а с 14 лет носит парик. Грэм Боннет, выступавший вокалистом группы Rainbow до прихода Тёрнера, публично поддержал своего друга, заявив: «Его храбрость ошеломляет… я хочу, чтобы он знал, как я горжусь им и как я был тронут его честностью».

## Личная жизнь

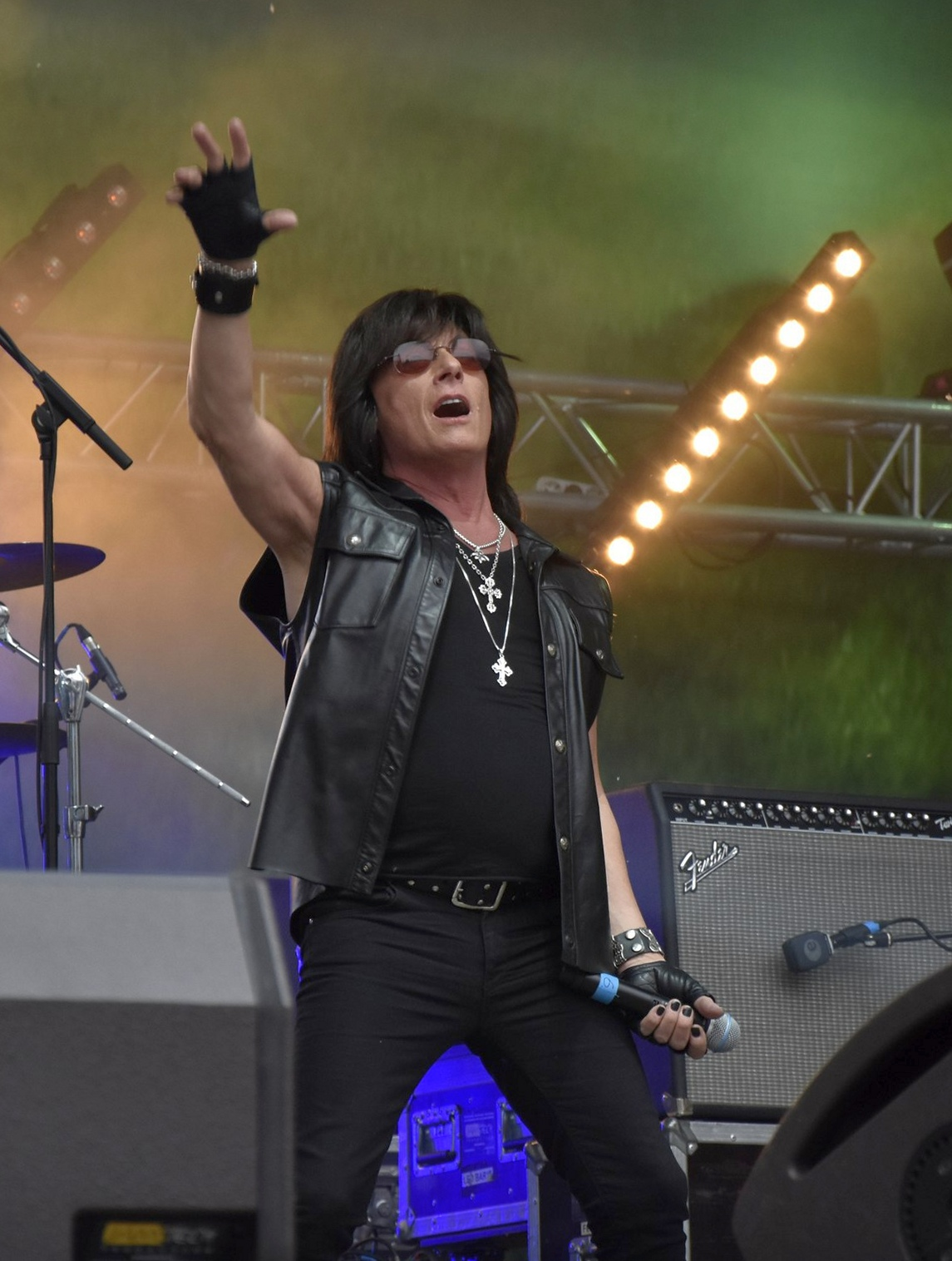
Джо Линн Тернера на фестивале Арт-Футбол. Москва, 12.06.2017

В 2011 году вокалист женился на уроженке Беларуси Майе Козыревой.
По словам Джо, Майя многократно снилась ему за 25 лет до встречи с ней, когда он еще работал в группе Rainbow. Этот образ вдохновил музыканта на создание хита «Street of Dreams». Когда спустя много лет Майя подошла к нему на пресс-конференции в Москве, он сразу узнал в девушке тот образ из снов.
В 2015 году на пресс-конференции в Крыму на вопрос журналиста, в чем секрет молодости Тернера, музыкант ответил: «Русская жена».
В интервью корреспонденту газеты «Московский Комсомолец» Тёрнер рассказал, что встреча с Майей побудила его написать много новых песен.
После свадьбы Майя переехала в США, в 2023 году у пары родился ребёнок. Мальчика назвали Маттео. Сейчас же пара живёт под Минском в Беларуси.
До женитьбы на Козыревой Тёрнер уже был в браке, в котором родилась дочь Ливиана.

## Политические взгляды

### О переезде в Беларусь
На пресс-конференции в Симферополе Джо Линн Тёрнер высказывал намерения переехать в Беларусь.
«Я переезжаю в Беларусь, если Александр Лукашенко мне разрешит. Это важный шаг для меня. К сожалению, я некомфортно себя чувствую в США, это уже не та страна, в которой меня вырастил мой отец. Я вижу очень много негативных изменений. Я с удовольствием приобрел бы дом в Беларуси и апартаменты в Москве, где у меня много друзей, которых я безумно люблю. Я думаю, что нашел для себя новую жизнь. Это правда».

### О Крыме
Выступал в Крыму после его присоединения к России. На пресс-конференции в Крыму в августе 2015 года появился перед журналистами с кольцом с изображением герба Российской Федерации. Тогда Джо Линн Тёрнер заявил:
«Я ношу кольцо с гербом России, потому что знаю, что правда живёт в России. Я вижу, что Россия возрождается и становится сильной. Я безумно люблю крымскую публику. Я был тут несколько месяцев назад и очень рад вернуться. Я жду полного аншлага на своих концертах».
На той же пресс-конференции высказал мнение о том, что информация западных СМИ в отношении аннексии Крыма Россией не соответствует действительности:
«Все, что показывается, это неправда. Я вижу полную пропаганду, которая не является правдой. Я думаю, что люди должны быть горды, что они сами сделали свой выбор. Я горд, что я знаю правду. Я понимаю, что произошло в истории, как происходил референдум».
В августе 2017 года был внесен в базу данных центра «Миротворец» с мотивировками «сознательное нарушение государственной границы Украины», «незаконная концертная деятельность на территории временно оккупированного Россией Крыма», «участие в попытках легализации аннексии Крыма».

## Дискография

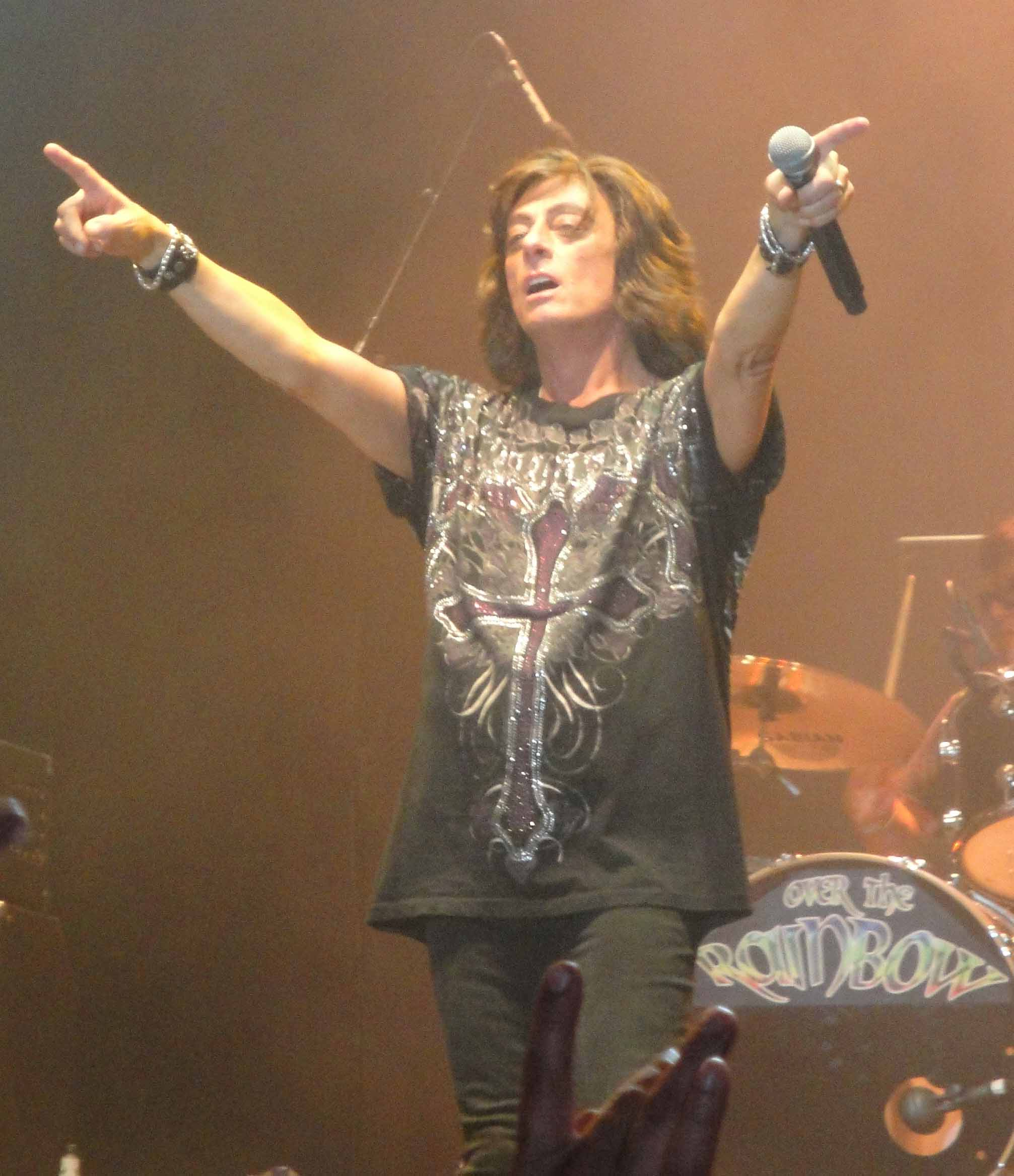
Тёрнер в 2010-м году

### Fandango
- Fandango (1977)
- One Night Stand (1978)
- Last Kiss (1979)
- Cadillac (1980)
- The Best of Fandango (1999)

### Rainbow
- Difficult to Cure (1981)
- Jealous Lover EP (1981)
- Straight Between the Eyes (1982)
- Bent Out of Shape (1983)
- Finyl Vinyl (1986)
- The Very Best of Rainbow (1997)
- The Millennium Collection (2000)
- Pot of Gold (2002)
- All Night Long: An Introduction (2002)
- Catch the Rainbow: The Anthology (2003)

### Yngwie J. Malmsteen
- Odyssey (1988)
- Trial By Fire: Live in Leningrad (1989)
- Inspiration (1996)

### TNT
- Intuition (1989)
- Realized Fantasies (1992)

### Deep Purple
- Slaves and Masters (1990)

### Mother’s Army
- Mother’s Army (1993)
- Planet Earth (1997)
- Fire On The Moon (1998)

### Brazen Abbot
- Eye of the Storm (1996)
- Bad Religion (1997)
- Guilty as Sin (2003)
- A Decade of Brazen Abbot (2004)
- My Resurrection (2005)

### Hughes Turner Project
- HTP (2002)
- Live In Tokyo (2002)
- HTP 2 (2003)

### Michael Men Project
- Made In Moscow (2005)

### Cem Köksal
- Cem Köksal featuring Joe Lynn Turner — LIVE!! (2007)

### The Jan Holberg Project
- Sense of Time (2011)
- At Your Service (2013)

### Rated X
- Rated X (2014)

### Studio Projects
- Akira Kajiyama + Joe Lynn Turner — Fire Without Flame (2006)
- Sunstorm — Sunstorm (2006)
- Sunstorm — House Of Dreams (2009)
- Sunstorm — Emotional Fire (2012)
- Sunstorm — Edge Of Tomorrow (2016)
- Sunstorm — The Road To Hell (2018)

### EDM
- Fools Rush In feat. DJ Peretse (2019)

### Star One
- Revel in Time (2022)

### Сольные работы
- Rescue You (1985)
- Untitled 2nd Album (Unreleased) (1990)
- Nothing’s Changed (1995)
- Under Cover (1997)
- Hurry Up And Wait (1998)
- Under Cover 2 (1999)
- Holy Man (2000)
- Slam (2001)
- JLT (2003)
- The Usual Suspects (2005)
- Second Hand Life (2007)
- Live In Germany (2008)
- Belly Of The Beast (2022)

### Появление на видео
- 1981 Rainbow — I Surrender
- 1982 Rainbow — Live Between The Eyes
- 1984 Rainbow — Live In Japan
- 1986 Rainbow — The Final Cut (сборник клипов)
- 1990 Deep Purple — King Of Dreams
- 1990 Deep Purple — Love Conquers All
- 1991 Deep Purple — Heavy Metal Pioneers (interviewee)
- 2006 Rainbow — In Their Own Words (interviewee)
- 2008 Guitar Gods — Ричи Блэкмор (interviewee)
- 2012 I hurt my Mom — трейлер к фильму Мамы 2012
- 2021 Pain — Party in my head
- 2024 КняZz feat. Joe Lynn Turner — Stalker[13]